# Erythrodiplax leticia
Erythrodiplax leticia – gatunek ważki z rodziny ważkowatych (Libellulidae).